# Wasin Thongsong
Wasin Thongsong (thailändisch วศิน ทองสง, * 8. September 1990) ist ein thailändischer Fußballspieler.

## Karriere
Wasin Thongsong stand bis Ende 2015 beim Saraburi FC unter Vertrag. Wo er vorher gespielt hat, ist unbekannt. Der Verein aus Saraburi spielte in der ersten Liga des Landes, der Thai Premier League. 2015 absolvierte er 15 Erstligaspiele. Ende der Saison wurde der Verein aufgelöst. 2016 unterschrieb er einen Vertrag beim Phuket FC. Der Verein spielte in der dritten Liga, der damaligen Regional League Division 2, in der Southern Region. Nach einem Jahr wechselte er 2017 zum Erstligisten Super Power Samut Prakan FC. Für Super Power stand er 17-mal in der ersten Liga auf dem Spielfeld. Ende 2017 stieg er mit dem Verein in die zweite Liga ab. Wo der 2018 gespielt hat, ist unbekannt. Die Saison 2019 stand er beim Drittligisten Ranong United FC in Ranong unter Vertrag. Ende 2019 feierte er mit Ranong die Vizemeisterschaft der Lower Region und den Aufstieg in die zweite Liga. Seit Anfang 2020 ist er vertrags- und vereinslos.

## Erfolge
Ranong United
- Thai League 3 – Lower Region: 2019 (Vizemeister)  ▲